# غوركا بريت
غوركا بريت (بالإسبانية: Gorka Brit) هو لاعب كرة قدم إسباني، ولد في 19 أبريل 1978 في لاسارتي-أوريا في إسبانيا. لعب مع أوساسونا ب وأوساسونا وريال سوسيداد ب وريال يونيون ونادي إيبار ونادي سالامانكا ونومانسيا.

## وصلات خارجية
- غوركا بريت على موقع قاعدة بيانات كرة القدم.إي يو (الإنجليزية)
- غوركا بريت على موقع Soccerway.com (الإنجليزية)
- غوركا بريت على موقع AS.com (الإسبانية)